# Marvel’s Iron Fist
Marvel’s Iron Fist, auch Iron Fist genannt, ist eine US-amerikanische Fernsehserie, die auf den Figuren des gleichnamigen Comics von Marvel aufbaut. Sie spielt im Marvel Cinematic Universe (MCU) und ist die vierte von vier Netflix-Serien, die schließlich zu einer Crossover-Serie namens Marvel’s The Defenders geführt hat. Die titelgebende Hauptrolle des Daniel Rand/Iron Fist spielt Finn Jones.
Alle 13 Folgen der ersten Staffel wurden am 17. März 2017 gleichzeitig von Netflix sowohl in den USA als auch im deutschsprachigen Raum veröffentlicht. Im Juli 2017 wurde bekannt, dass eine zweite Staffel der Serie bestellt worden war. Diese wurde am 7. September 2018 veröffentlicht.
Im Oktober 2018 stellte Netflix die Serie nach zwei Staffeln ein.

## Handlung
15 Jahre nach einem Flugzeugabsturz in einem Hochgebirge in China, bei dem seine Eltern starben, kehrt der totgeglaubte Danny Rand nach New York zurück. Er tritt mit Hilfe der Anwältin Jeri Hogarth sein milliardenschweres Familienerbe an.
Die Firma seines Vaters leiten inzwischen die Geschwister Joy und Ward Meachum, deren Vater Harold Meachum die Rand Enterprises gemeinsam mit Dannys Vater aufgebaut hat, daraufhin jedoch an Krebs verstarb.
Nach dem Flugzeugabsturz wurde der damals zehnjährige Danny von Mönchen aufgenommen und in K’un-L’un in die geheimen Martial-Arts-Techniken eingeweiht. Am Ende seiner Lehre in K’un-L’un musste er eine Prüfung bestehen, um die Kraft der Iron Fist zu erlangen.
In K’un-L’un hatte er die Aufgabe, die Tore bzw. den Eingang der geheimen Stadt zu bewachen. Doch er bemerkte eine innere Leere und nicht seine erhoffte Bestimmung in sich. Aus diesem Grunde verließ er K’un-L’un wieder und kehrte nach New York zurück.
Dort setzt er nun seine besonderen Fähigkeiten ein, um den Tod seiner Eltern aufzuklären, Rache zu nehmen sowie allgemein für mehr Gerechtigkeit zu sorgen. Unterstützt wird er dabei von der Kampfsportlehrerin Colleen Wing sowie in der ersten Staffel von der Krankenschwester Claire Temple.

## Produktion
Im Oktober 2013 gab Marvel bekannt, vier Serien sowie eine Miniserie mit insgesamt 60 Episoden für Video-on-Demand-Anbieter produzieren zu wollen, wobei Netflix, WGN America und Amazon Interesse zeigten. Im folgenden Monat gaben Marvel und Disney bekannt, dass sie neben Marvel’s Iron Fist die Serien Marvel’s Daredevil, Marvel’s Jessica Jones, Marvel’s Luke Cage sowie die Miniserie Marvel’s The Defenders, in dem die Titelhelden der vier Serien zusammentreffen, für das Streaming-Portal Netflix produzieren werden. Im Dezember desselben Jahres wurde Scott Buck als Showrunner sowie Executive Producer von Marvel’s Iron Fist benannt. Für die zweite Staffel wird Raven Metzner diese Positionen übernehmen.
Als Protagonist Danny Rand alias Iron Fist wurde im Februar 2016 Finn Jones besetzt; im folgenden Monat wurde der Cast von Marvel offiziell bestätigt. Im April 2016 wurden zudem Jessica Henwick als Darstellerin der Figur Colleen Wing sowie David Wenham als Darsteller der Figur Harold Meachum bekannt gegeben.

## Figuren

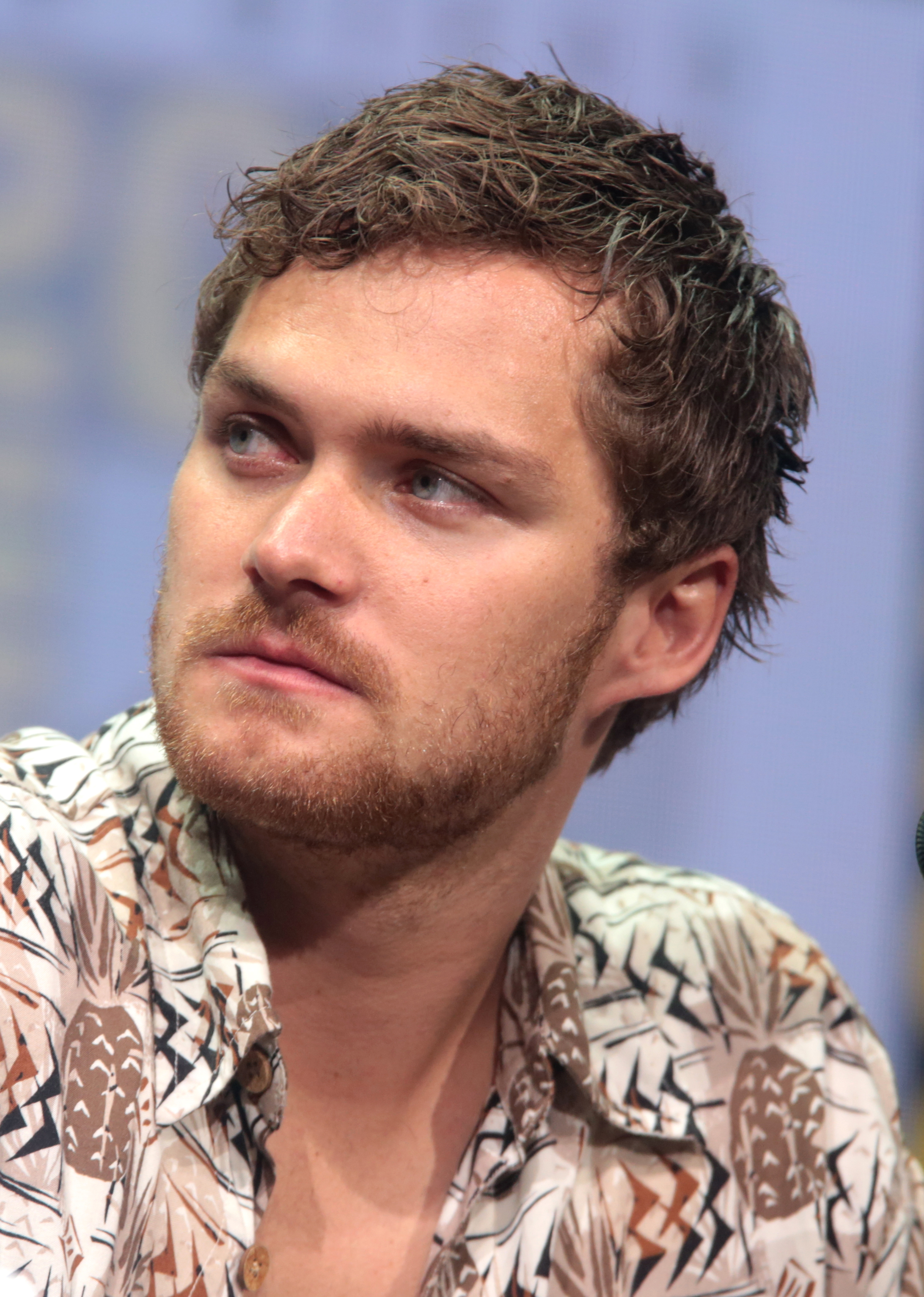
Finn Jones spielt Danny Rand / Iron Fist
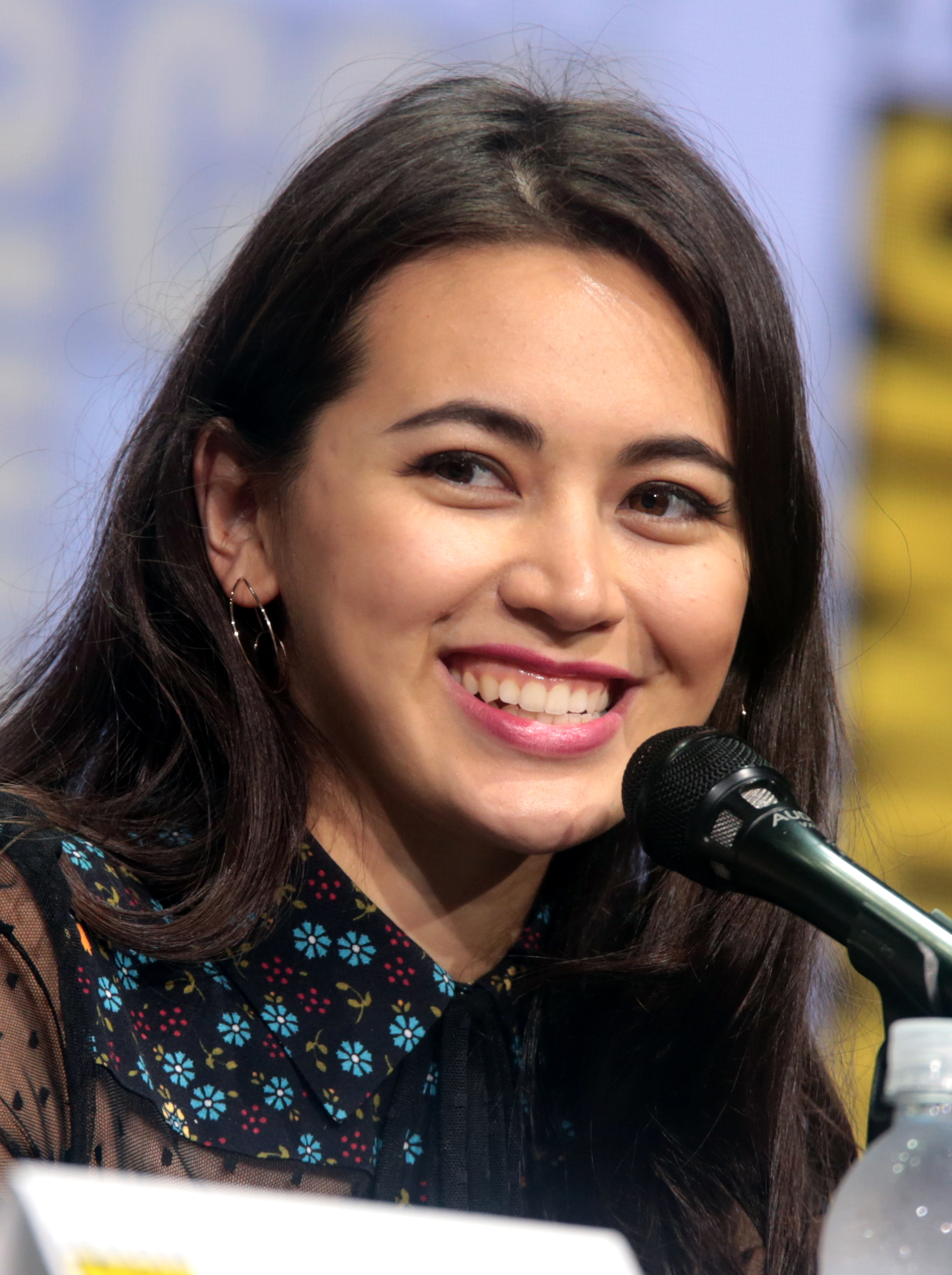
Jessica Henwick spielt Colleen Wing
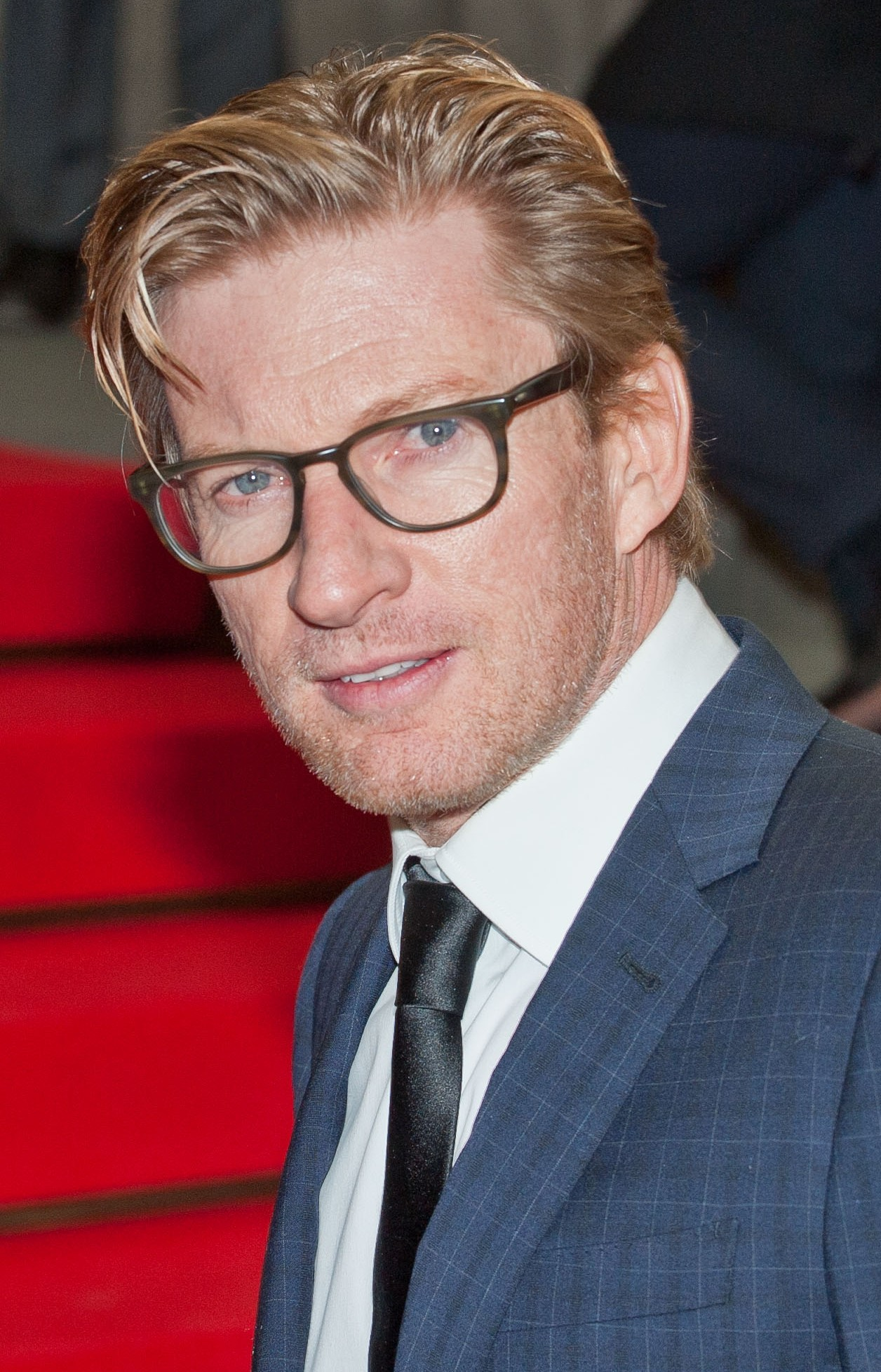
David Wenham spielt Harold Meachum
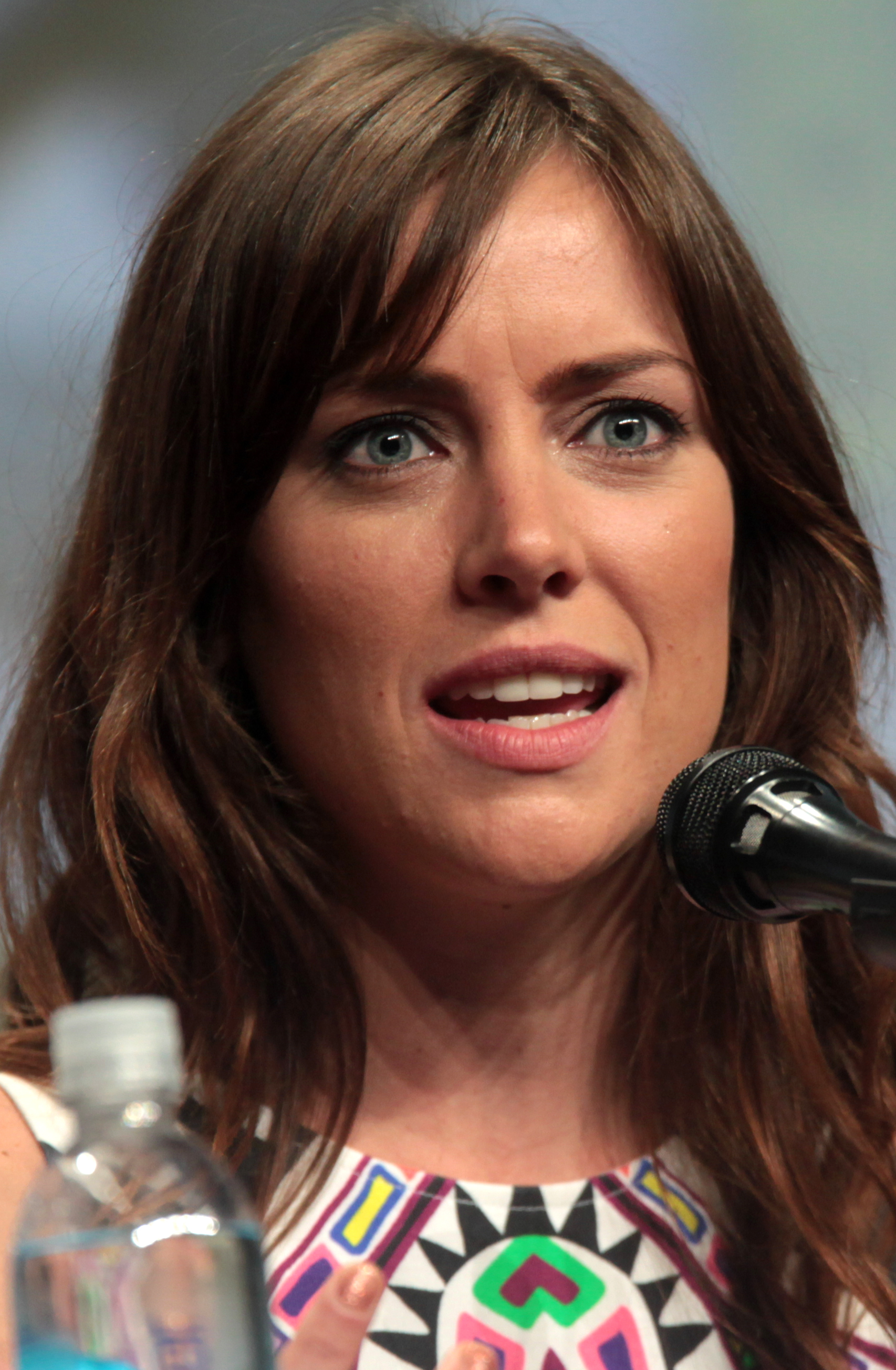
Jessica Stroup spielt Joy Meachum
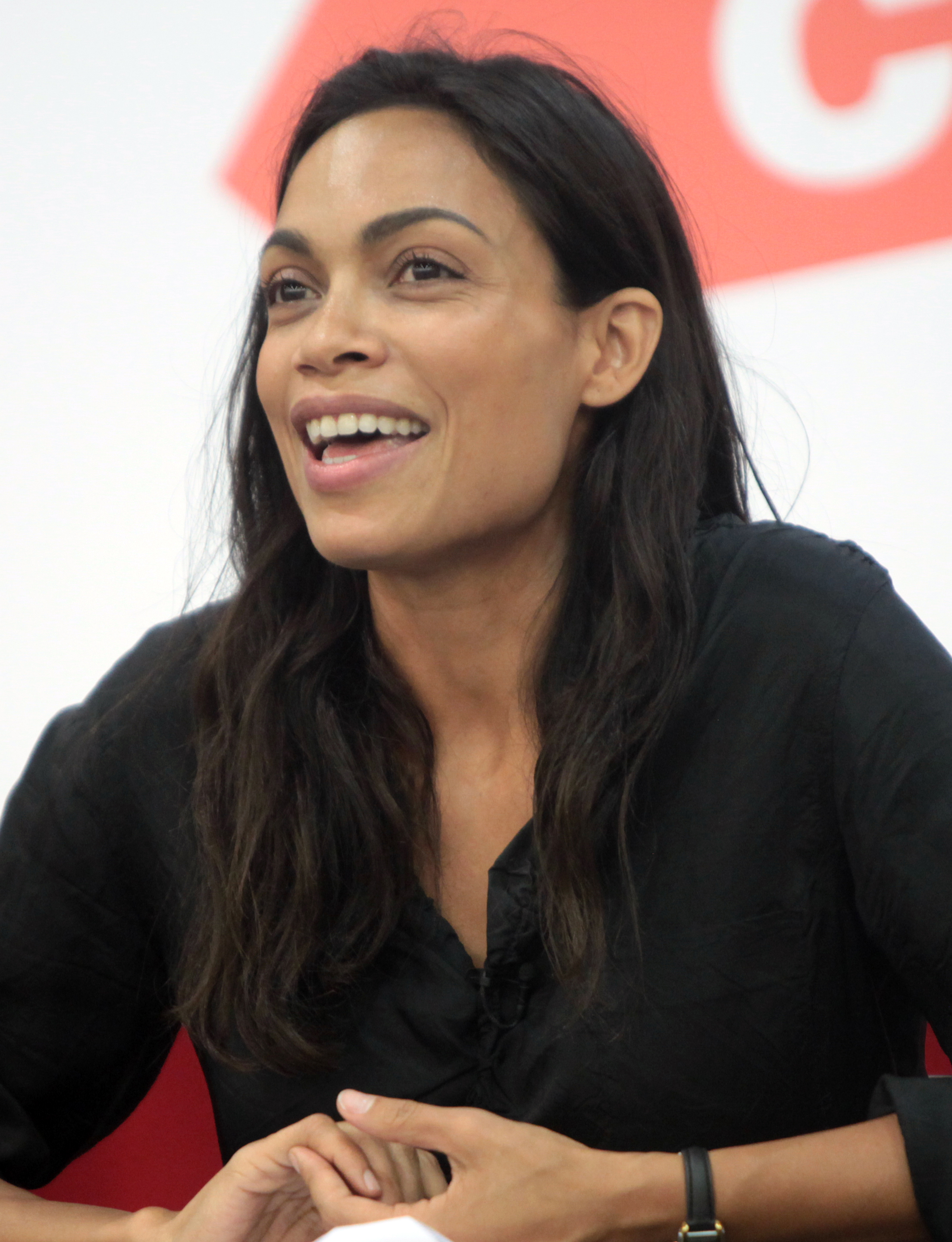
Rosario Dawson spielt Claire Temple
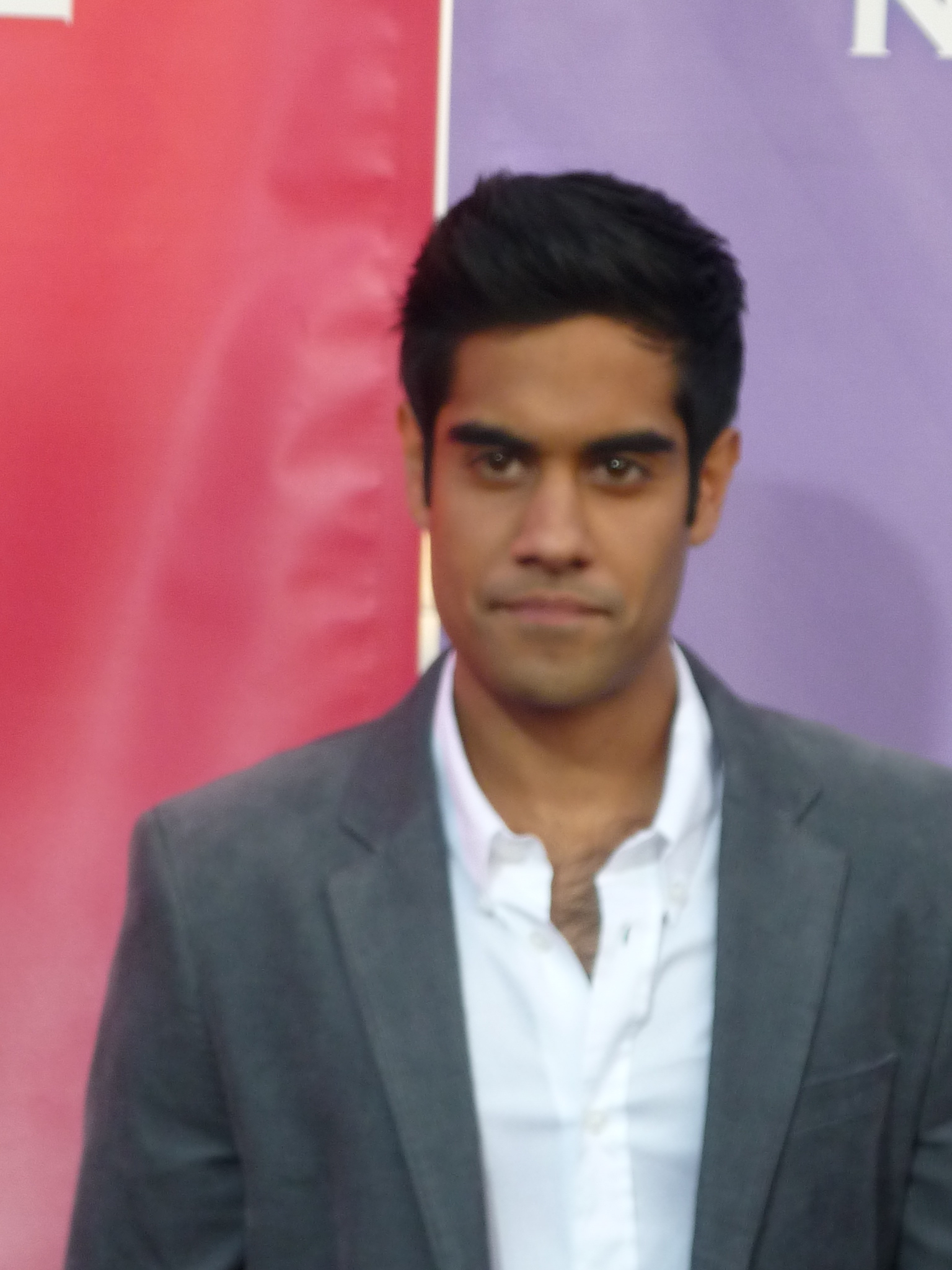
Sacha Dhawan spielt Davos

Daniel „Danny“ Rand / Iron Fist
Der Sohn des Geschäftsmannes Wendell Rand wurde nach einem gemeinsamen Flugzeugabsturz mit seinen Eltern vermisst und für tot erklärt. 15 Jahre später taucht er plötzlich in New York auf und will das Familienerbe, die Firma seines Vaters, zurückerobern. Während der Zeit nach dem Unglück wurde Danny von Mönchen aufgenommen und erlernte die geheimen Kampfkunsttechniken. Er erlangte auch die Fähigkeit der Iron Fist. Mit ihrer Hilfe kämpft er gegen die Ungerechtigkeit in New York.
Colleen Wing
Colleen Wing ist eine Kampfsportexpertin, die ihr eigenes Dojo in New York führt. In diesem nimmt sie schwache Kinder auf und verhilft ihnen zu Stärke sowie Selbstbehauptung. Sie wurde von Bakuto zu einem treuen Soldaten der „Hand“ rekrutiert, was sie Danny vorerst verheimlicht. Durch die Gefangennahme von Madame Gao wurde Colleens wahre Treue zur „Hand“ offenbart. Im Zuge dessen wird sie gezwungen, sich zwischen der Loyalität zur „Hand“ und zu Danny zu entscheiden.
Harold Meachum
Ehemaliger Partner von Wendell Rand, mit dem er gemeinsam die Firma Rand Enterprises aufgebaut hat. Als bei ihm Krebs diagnostiziert wurde, verbündete er sich mit Madame Gao und stimmte zu, der „Hand“ im Austausch für sein Leben zu helfen. So kehrte er nach seinem Tod wieder zurück, wurde jedoch gezwungen, sich vor dem Rest der Welt zu verstecken. Als Danny auftaucht, sieht Harold die Chance, in sein altes Leben zurückzukehren, indem Danny die „Hand“ zerstört.
Madame Gao
Madame Gao ist keine Unbekannte im Marvel-Universum. Sie kämpfte bereits gegen Daredevil. Die mächtige Frau betreibt ihren eigenen Heroin-Handel in Hell’s Kitchen mit Hilfe von Rand Enterprises. Durch die Rückkehr von Danny wird ihr Heroin-Handel erneut durchbrochen.
Ward Meachum
Ward Meachum ist Harold Meachums Sohn. Gemeinsam mit seiner Schwester Joy Meachum leitet er nach dem Tod seines Vaters die Firma Rand Enterprises. Dabei wird er von seinem Vater, der sich vor der restlichen Welt versteckt hält, gelenkt und kontrolliert.
Joy Meachum
Joy Meachum ist Harold Meachums Tochter und Schwester von Ward Meachum. Gemeinsam mit ihrem Bruder leitet sie nach dem Tod ihres Vaters die Firma Rand Enterprises.
Bakuto
Bakuto ist ein Anführer der „Hand“. Er versucht, die Iron Fist auf seine Seite zu ziehen, indem er Madame Gao gefangen hält. Als dies nicht gelingt, nimmt er die Familienmitglieder der Meachums als Geiseln, um so an die Iron Fist zu gelangen.
Claire Temple
Claire Temple ist eine Nachtschicht-Krankenschwester. Sie nimmt Kampfunterricht bei Colleen Wing und unterstützt Danny und Colleen medizinisch im Kampf gegen Madame Gao.
Davos / Steel Serpent
Davos ist der Sohn von Lei Kung, einem Mitglied des Ordens Crane Mother. Als Kind wollte Davos schon immer die Iron Fist werden und er trainierte hart, um dieses Ziel zu erreichen. Während seiner Ausbildung wurde er Dannys bester Freund. Doch schon nach kurzer Zeit wurde Davos neidisch, da Danny die Iron Fist erhält und er nicht. Als er merkt, wie Danny sich in New York verändert hat, wendet er sich gegen seinen alten Freund.
„Typhoid Mary“ Walker
Eine geheimnisvolle Frau mit versteckten Fähigkeiten.

## Besetzung und Synchronisation
Die Synchronisation der Serie wurde bei der Berliner Synchron nach Dialogbüchern von Benjamin Peter unter der Dialogregie von Frank Muth, Michael Pan (Staffel 1) und Klaus Bauschulte (Staffel 2) erstellt.

### Hauptdarsteller
| Rollenname                      | Schauspieler/in     | Hauptrolle (Episoden) | Nebenrolle (Episoden) | Synchronsprecher/in |
| ------------------------------- | ------------------- | --------------------- | --------------------- | ------------------- |
| Daniel „Danny“ Rand / Iron Fist | Finn Jones          | 1.01–2.10             |                       | Konrad Bösherz      |
| Daniel „Danny“ Rand / Iron Fist | Toby Nichols (jung) |                       | 1.01–1.03, 1.13       | Christian Zeiger    |
| Daniel „Danny“ Rand / Iron Fist | Jimmy Lanuti (jung) | 2.05, 2.10            |                       | Christian Zeiger    |
| Colleen Wing                    | Jessica Henwick     | 1.01–2.10             |                       | Maximiliane Häcke   |
| Harold „Harry“ Meachum          | David Wenham        | 1.01–1.13             |                       | Tobias Kluckert     |
| Joy Meachum                     | Jessica Stroup      | 1.01–2.10             |                       | Melanie Isakowitz   |
| Ward Meachum                    | Tom Pelphrey        | 1.01–2.10             |                       | Florian Hoffmann    |
| Claire Temple                   | Rosario Dawson      | 1.05–1.13             |                       | Claudia Gáldy       |
| Bakuto                          | Ramón Rodríguez     | 1.07–1.12             |                       | Raúl Richter        |
| Davos / Steel Serpent           | Sacha Dhawan        | 1.09–2.10             |                       | Sebastian Kluckert  |
| „Typhoid Mary“ Walker           | Alice Eve           | 2.01–2.10             |                       | Marie Bierstedt     |
| Mercedes „Misty“ Knight         | Simone Missick      | 2.04–2.10             |                       | Tina Haseney        |

### Nebendarsteller
| Rollenname       | Schauspieler/in  | Episoden                          | Synchronsprecher/in                              |
| ---------------- | ---------------- | --------------------------------- | ------------------------------------------------ |
| Megan            | Barrett Doss     | 1.01–1.02, 1.04–1.07, 1.10, 1.13  | Wicki Kalaitzi                                   |
| Paul Edmonds     | Murray Bartlett  | 1.02, 1.09, 2.08                  | Leon Boden                                       |
| Jeri Hogarth     | Carrie-Anne Moss | 1.03–1.04, 1.13                   | Sabine Falkenberg                                |
| Madame Gao       | Wai Ching Ho     | 1.04–1.11, 1.13                   | Katharina Lopinski                               |
| Hai-Qing Yang    | Henry Yuk        | 1.04, 1.07, 1.09, 2.01–2.02, 2.04 | Uli Krohm (Staffel 1) Rainer Gerlach (Staffel 2) |
| Radovan Bernivig | Olek Krupa       | 1.05–1.07                         | Sven Brieger                                     |
| Lei Kung         | Hoon Le          | 1.06, 2.02                        | Frank Muth                                       |
| Zhou Cheng       | Lewis Tan        | 1.08                              | Jan Makino                                       |
| Bethany          | Natalie Smith    | 2.01, 2.03–2.05, 2.07, 2.10       | Katharina Spiering                               |
| Ryhno            | Jason Lai        | 2.01–2.02, 2.05                   | Sebastian Fitzner                                |
| Turk Barrett     | Rob Morgan       | 2.09                              | Matti Klemm                                      |

## Episodenliste

### Staffel 1
| Nr. (ges.) | Nr. (St.) | Deutscher Titel                                   | Originaltitel                  | Regie            | Drehbuch                                           |
| --- | --------- | ------------------------------------------------- | ------------------------------ | ---------------- | -------------------------------------------------- |
| 1 | 1         | Deine Bestimmung ist, deine Bestimmung zu finden  | Snow Gives Way                 | John Dahl        | Scott Buck                                         |
| 15 Jahre nach einem Flugzeugabsturz, bei dem er und seine Eltern für tot erklärt wurden, kehrt Danny Rand nach New York zurück und sucht das von seinen Eltern gegründete Technologie-Unternehmen Rand Enterprises auf, welches damals vom früheren Freund seiner Eltern, Harold Meachum, übernommen wurde. Im Firmengebäude wird Danny aufgrund seines ungepflegten Äußeren abgewiesen, kämpft sich aber am Sicherheitsdienst vorbei und trifft in den höheren Stockwerken auf Joy und Ward, Harolds Tochter und Sohn, die Danny erklären, dass Harold schon vor Jahren gestorben sei. Obwohl Danny mit den beiden viel Zeit in seiner Kindheit verbracht hat, glauben diese ihm nicht, als er sich ihnen zu erkennen gibt, und lassen ihn nach außen geleiten. Nachdem Danny herausfindet, dass sein früheres Zuhause mittlerweile von Joy bewohnt wird, setzt er sich am Abend im Parkhaus kurzerhand ans Steuer von Wards Auto und fordert Antworten von diesem. Als Ward Danny jedoch lediglich mit einer Pistole bedroht, entwaffnet Danny ihn und verlässt, durch einen Flashback vom Flugzeugabsturz verunsichert, den Wagen. Am nächsten Tag sucht Danny die Selbstverteidigungsschule von Colleen Wing auf, die er bereits zuvor beim Flyerverteilen auf der Straße getroffen hatte, und bietet ihr an, sie beim Unterrichten von Kung Fu zu unterstützen. Diese lehnt ab und beobachtet daraufhin vom Fenster, wie Danny angegriffen wird und sich auf der Flucht vor seinen Angreifern in der feiernden Meute eines Straßenfestes versteckt. Dort gelingt es ihm, die Schläger einzeln auszuschalten, wobei er entdeckt, dass es sich um die Wachleute Rands handelt, die von Ward auf ihn angesetzt wurden. Ward sucht in der Zwischenzeit seinen in Wahrheit noch lebenden Vater in dessen Versteck auf und wird von ihm ermahnt, das Problem mit Danny Rand ernstzunehmen. Danny besucht schließlich noch einmal Joy in der Hoffnung, sie von sich überzeugen zu können, wird im Gespräch mit ihr allerdings betäubt und wacht anschließend an ein Bett gefesselt in einer Nervenheilanstalt auf.                  |           |                                                   |                                |                  |                                                    |
| 2 | 2         | Der schwarze Adler spreizt seine Schwingen        | Shadow Hawk Takes Flight       | John Dahl        | Scott Buck                                         |
| Nachdem Danny dem für ihn zuständigen Psychiater erzählt, wie er damals nach dem Flugzeugabsturz in K’un-Lun von Mönchen gerettet wurde, schenkt dieser ihm zunächst aufgrund eines (gefälschten) Reisepasses mit anderem Namen keinen Glauben. Da Danny keine Möglichkeit sieht, aus der Klinik zu entkommen, ruft er Colleen an und bittet sie um Hilfe, allerdings vergeblich. Aus Neugierde schickt Harold, der Danny über Überwachungskameras beobachtet, Ward zu Colleen und dieser bietet ihr eine hohe Summe Geld dafür an, dass sie angibt, von Danny bedroht worden zu sein. Der Psychiater zeigt Danny derweil einen alten Werbespot von Rand Enterprises, in dem Danny als Kind zu sehen ist. Die genauen Informationen zu den Dreharbeiten, die Danny ihm liefert, werden dem Psychiater später von Joy in einem Telefonat bestätigt. Harold sucht im Geheimen daraufhin den unter Medikation stehenden Danny auf und erfährt auf Nachfrage von ihm, dass er in seiner Zeit im Kloster zu einem Krieger im Kampf gegen „Die Hand“ ausgebildet wurde. Anschließend erhält Danny Besuch von Colleen, die ihn über den Bestechungsversuch von Ward informiert und auf Dannys Bitte Joy eine von ihr an ihn verschickte M&M’s-Packung zurückbringt. Indem er genau diejenigen aussortiert hat, die er früher zusammen mit Joy gegessen hat, beweist Danny ihr, dass es sich bei ihm um den echten handelt. Obwohl dies mittlerweile auch der Psychiater glaubt, führt Dannys Erklärung, er könne mithilfe seines Qi die „Iron Fist“ beschwören, dazu, dass dieser ihm eine posttraumatische Belastungsstörung diagnostiziert. Harold, der ebenfalls im Konflikt mit der „Hand“ steht, will Danny für sich nutzen und weist Ward an, diesen in eine private Unterkunft zu überführen. Ward lässt Danny aber stattdessen in eine Zwangsjacke stecken und in einen Raum mit Schlägern bringen, die ihm übel zusetzen. Als es Danny jedoch gelingt, seine gesamte Energie in seine Hand zu leiten, besiegt er die Schläger mit der Kraft der Iron Fist und befreit sich unter Harolds Beobachtung aus der Anstalt.           |           |                                                   |                                |                  |                                                    |
| 3 | 3         | Die dritte Tugend                                 | Rolling Thunder Cannon Punch   | Tom Shankland    | Quinton Peeples                                    |
| Colleen lässt Danny in ihrem Dōjō übernachten, doch nachdem Handlanger Rands auf der Suche nach ihm einbrechen und Colleen diese vertreiben muss, bittet sie ihn, möglichst bald zu verschwinden. An Joys Haus bemüht sich Danny um eine Erneuerung ihrer Freundschaft, zieht aber enttäuscht von dannen, als Joy ihm ein Dokument vorlegt, das ihm 100 Millionen Dollar zusichert unter der Bedingung, seinen Namen zu ändern. Anschließend sucht Danny die Anwältin Jeri Hogarth auf, die früher für Rand tätig war und nun den Nachlass der Familie verwaltet. Sie erklärt sich bereit, Danny zu unterstützen, und stellt ihm eine Suite zum Aufenthalt zur Verfügung. Auf Harolds Befehl soll Ward den Kauf eines Piers vollziehen und nimmt dabei Joys Hilfe in Anspruch, die selber gar nicht weiß, dass ihr Vater noch lebt. Parallel wird Harold von einer Frau aufgesucht, die sich nicht zu erkennen gibt, ihn aber als Strafe dafür, dass er sein Penthouse verlassen hat, zwingt, sich in Glasscherben zu knien. In Colleens Dōjō sieht Danny derweil Schülern beim Üben zu, von denen sich einer über ihn lustig macht. Als Danny diesen als Reaktion darauf schmerzhaft zu Boden wirft, schreitet Colleen ein und schickt Danny entrüstet weg. Auf der Suche nach übriggebliebenen Beweisen für seine Identität verschafft sich Danny Zutritt zum Krankenhausarchiv, wo er jedoch einem Schläger Rands begegnet, der Danny angreift und das Archiv in Brand setzt. Obwohl Colleen einen ihrer Schüler ermahnt hat, dass das Geldverdienen mit Privatkämpfen einen Ehrverlust bedeutet, nimmt sie schließlich selbst an einem teil und gewinnt. Zusammen mit Hogarth trifft sich Danny zu einer Verhandlung mit Ward und Joy, von denen ersterer zu verhindern versucht, dass Danny den ihm zustehenden Anteil der Firma erhält. Danny verfolgt Ward daraufhin heimlich bis in die oberen Stockwerke eines anderen Gebäudes, wo sich Harolds Versteck befindet. Zur Umgehung einer gesicherten Tür klettert Danny an der Fassade des Penthouse’ entlang, wird am Fenster aber von jemandem in den Abgrund gestoßen.  |           |                                                   |                                |                  |                                                    |
| 4 | 4         | Der eingeschworene Feind der Hand                 | Eight Diagram Dragon Palm      | Miguel Sapochnik | Scott Reynolds                                     |
| Danny landet noch durch eine Lampe abgebremst auf einem Vorsprung und wird bewusstlos. Anschließend wacht er im Penthouse in Gegenwart von Ward und Harold auf, von denen letzterer ihn freudig begrüßt und darüber aufklärt, warum er noch am Leben ist. So erzählt er ihm, dass er vor vielen Jahren an Krebs litt und von der „Hand“ geheilt wurde, welche im Gegenzug aber forderte, sein Überleben geheimzuhalten. Um sich mit Dannys Hilfe aus den Fängen der „Hand“ zu befreien, gesteht Harold ihm die Anteile von Rand zu, die ihm die Stimmenmehrheit im Vorstand bescheren. Nach einer Pressekonferenz, in der Danny der Öffentlichkeit vorgestellt wird, wohnt er einem ersten Meeting bei, in dem ihm jedoch missfällt, dass ein von Rand entwickeltes Medikament für einen hohen Profit verkauft wird. Stattdessen bestimmt Danny einen Preis, der lediglich die Produktionskosten decken soll, womit er sich allerdings den Unmut des Vorstandes zuzieht. Trotz ihres schlechten Gewissens gegenüber ihren Schülern wird Colleen von diesen zu weiteren Privatkämpfen ermutigt, durch die sie notwendiges Geld für ihre Schule erhält. Danny verbringt den Abend zusammen mit Joy, doch als sie in seiner Suite angekommen sind und es an der Tür klopft, steht eine asiatische Gang davor und entführt Joy. Nachdem Danny es gelingt, Joy zu retten, erkundigen sie sich bei Colleen nach einem von den Angreifern ausgerufenen Namen und diese kann ihnen sagen, dass es sich um ein Restaurant in Besitz der Triaden handelt. Dort trifft Danny auf den Anführer der Gang, der ihm seinen Missmut darüber offenbart, dass Joy ihm den bereits an ihn versprochenen Pier „weggekauft“ hat. Als Danny ihm erklärt, dass dies im Auftrag der „Hand“ geschehen sei, schickt der Anführer ihn angsterfüllt weg. Harold wird für seine Dienste der „Hand“ schließlich mit einem entfernten Blick auf seine Tochter belohnt und sieht, dass diese geschlagen wurde. Auf seine Bitte hin wird es ihm gestattet, die Triaden im Beisein der Ninjas der „Hand“ aufzusuchen und den verantwortlichen Handlanger zu töten.  |           |                                                   |                                |                  |                                                    |
| 5 | 5         | Niemand kennt seine eigenen Beweggründe           | Under Leaf Pluck Lotus         | Uta Briesewitz   | Cristine Chambers                                  |
| Nach dem Erhalt einer Droge vom Anführer der Triaden-Gang wird Danny von einem Wissenschaftler darüber informiert, dass es sich um komplett synthetisch hergestelltes Heroin handelt. Da Danny ahnt, dass „Die Hand“ die Droge über den neu erworbenen Pier importiert, lässt er sich den Termin für die nächste Lieferung geben. Joy muss sich derweil mit der Klage der Anwohner eines Chemiewerks von Rand auseinandersetzen, in dessen Umfeld mehrere Krebsfälle aufgetreten sind. Vor dem Gebäude wird Danny von einem der Opfer angesprochen und verspricht diesem, sich um die Angelegenheit zu kümmern, was dessen Anwalt heimlich aufnimmt. Anschließend besucht Danny Colleen in ihrem Dōjō, wo gerade die Krankenschwester Claire Temple trainiert, und will sie überreden, ihm bei der Untersuchung des Piers zu helfen. Nach einem gemeinsamen Essen erklärt Colleen sich widerwillig bereit, Danny zu begleiten, allerdings erst als dieser ihr offenbart, dass er ihr Gebäude gekauft hat und somit nun ihr Vermieter ist. Am Pier beobachten die beiden schließlich, wie drei Container geöffnet werden, jedoch ohne verdächtigen Inhalt. Um einen genaueren Einblick zu gewinnen, schleicht Danny sich in einen der Container und stößt hinter einigen Kisten auf eine eingebaute Wand mitsamt Tür. Während sich der LKW mit dem Container in Bewegung setzt, öffnet Danny die Tür und findet einen wohnlich eingerichteten Raum mit zwei Personen vor, von denen einer sich ihm als Chemiker ausweist und der andere ihn angreift. Im Kampf kann Danny letzteren besiegen, auch wenn dieser dabei dem Chemiker mit einem Messer in die Brust sticht. Mithilfe der Iron Fist befreit Danny sich und den Verletzten aus dem Container und bringt ihn zusammen mit Colleen ins Dōjō, wo Claire dem Mann das Leben retten kann. Dieser verrät daraufhin, dass er das synthetische Heroin für „Die Hand“ herstellt, weil diese seine Tochter gefangen halten. In einem Versteck der „Hand“ wird die Wache, gegen die Danny gekämpft hat, derweil von der Leiterin der „Hand“, Madame Gao, hingerichtet.              |           |                                                   |                                |                  |                                                    |
| 6 | 6         | Zweifel führen zum Tod                            | Immortal Emerges from Cave     | RZA              | Dwain Worrell                                      |
| Da Rand sich nach dem Video von Danny nun für die Krebsfälle verantworten muss, Danny daran aber wenig Interesse zeigt, begleitet Ward ihn kurzerhand bei dessen Suche nach dem LKW der „Hand“ und die beiden werden in einer Lagerhalle von Rand fündig. In dem Container finden sie den abgetrennten Kopf der von Danny geschlagenen Wache und den Hinweis zu einer Adresse, was Danny als Herausforderung der „Hand“ erkennt. Bei Colleen stellt Claire fest, dass sich der Gesundheitszustand des Chemikers, Radovan, verschlechtert und er professionelle medizinische Hilfe benötigt. Danny informiert Claire und Colleen über sein Vorhaben, Radovans Tochter zu befreien, und begibt sich von einer Vision seines Lehrmeisters Lei Kung bestärkt zur Adresse, wo ihn Madame Gao erwartet und in die Herausforderung einweist. Während Danny als erstes gegen zwei Messerkämpfer antreten muss, die er mit der spirituellen Hilfe von Lei Kung besiegen kann, bringen Claire und Colleen Radovan ins Krankenhaus, wo dieser allerdings in Gewahrsam der „Hand“ landet. Danny trifft daraufhin auf eine Frau, die ihn mit Spinnengift betäubt, doch auch hier gibt Lei Kungs Stimme Danny genügend Kraft, um seine Gegnerin auszuschalten. Joy muss sich derweil um Ward kümmern, der unter psychischen Problemen leidet und keinen Zugriff auf seine Tabletten hat. Nachdem sich seine geistige Verfassung immer weiter verschlimmert, verletzt Ward sich absichtlich an der Hand, um an der Rezeption einer Klinik nach Schmerzmitteln zu fragen, die ihm aufgrund seines ungezügelten Temperaments aber verweigert werden. In seinem letzten Duell sieht sich Danny schließlich einem Angreifer gegenüber, der mehrere Hiebwaffen gegen ihn einsetzt, und kann diesen mithilfe der Iron Fist zu Boden werfen. Als Madame Gao jedoch Radovans Tochter bedroht, gibt Danny auf und Gao lässt das Mädchen gehen, wobei sie Danny ihre telekinetischen Fähigkeiten offenbart. Anschließend muss Danny sich die Vorwürfe von Lei Kung anhören, „Die Hand“ nicht zerschlagen zu haben.                                         |           |                                                   |                                |                  |                                                    |
| 7 | 7         | Steh auf und kämpfe                               | Felling Tree with Roots        | Farren Blackburn | Ian Stokes                                         |
| Danny sucht Harold in seinem Penthouse auf und bewahrt ihn vor zwei Handlangern der „Hand“, die ihn dafür bestrafen sollen, dass er Danny ungefragt in die Führungsposition bei Rand erhoben hat. Während Harold die beiden tötet und Ward beauftragt, die Leichen in einem Gewässer zu entsorgen, wird Danny im Dōjō von Colleen verarztet, die anschließend mit ihm schläft. Am nächsten Tag wird Danny in seinem Büro von Madame Gao besucht, die sich verwundert darüber zeigt, dass Danny als Iron Fist K’un-Lun verlassen hat und nicht vor der „Hand“ beschützt. Danny verfolgt Gao daraufhin über den Fahrstuhlschacht in ein Stockwerk, wo eine Mitarbeiterin von Rand Gao über die Verteilung des Heroins in der Stadt informiert. Nachdem Gao gegangen ist, konfrontiert Danny die Mitarbeiterin und nimmt sich deren Tablet, welches ihm die Produktionsstätte des Heroins offenbart. Bei einem Meeting soll Danny sich beim Vorstand für das Geständnis mit dem Chemiewerk entschuldigen, doch statt Joys dazu vorbereiteten Text vorzulesen, bestimmt Danny, das Chemiewerk vorerst zu schließen. Da er dies bereits der Presse mitgeteilt hat, lässt sich die Entscheidung nicht mehr rückgängig machen, was aber dazu führt, dass der Vorstand Joy, Ward und Danny von ihren Aufgaben entbindet. Zusammen mit Colleen mobilisiert Danny die Triaden-Gang und stürmt mit dieser die Produktionsstätte der „Hand“. Dabei treffen sie auf Radovan, der ihnen im Sterben liegend sagt, dass er Gao die Formel für das Heroin verraten hat und diese sich auf dem Weg nach Anzhou befindet, der Stadt, auf deren Weg das Flugzeug vor 15 Jahren abstürzte. Ward wollte unterdessen zur Erholung in den Urlaub fliegen, muss aber feststellen, dass sein Geheimkonto, über das er diesen finanzieren wollte, geleert wurde. Er stellt seinen Vater zur Rede, der sich dafür verantwortlich zeigt und von ihm verlangt, nicht aus Angst davonzulaufen. Dies versetzt Ward derart in Rage, dass er sich ein Messer greift, Harold mit mehreren Stichen tötet und dessen Leiche im selben Gewässer entsorgt.               |           |                                                   |                                |                  |                                                    |
| 8 | 8         | Segenvoller Schmerz                               | The Blessing of Many Fractures | Kevin Tancharoen | Tamamra Becher-Wilkinson                           |
| Während Colleen Claire vor einem Vergeltungsakt der „Hand“ bewahrt, entdeckt Danny im Penthouse die Blutspuren von Harold und glaubt, dieser sei von der „Hand“ ermordet worden. Von Gaos Andeutung, seinen Vater gekannt zu haben, veranlasst beschließt Danny, zur Rand-Fabrik nach Anzhou in China zu fliegen, und wird von Colleen und Claire begleitet. Joy und Ward erhalten derweil ihre Kündigung inklusive hoher Abfindung, zu deren Unterschrift Joy sich allerdings weigert, da sie im Gegensatz zu Ward gerne im Unternehmen bleiben würde. Nachdem Joy die gemeinsame Kündigung ohne vorherige Absprache mit Ward endgültig ablehnt, stellt dieser sie zur Rede und Joy zeigt ihm Bilder von einigen Vorstandsmitgliedern, mit denen sie diese erpressen könnte. Als Joy daraufhin ihr angespanntes Verhältnis mit Ward anspricht, erklärt dieser sich bereit, ihr die Wahrheit zu zeigen, entscheidet sich später aber kurzerhand um. In Anzhou angekommen schleichen sich Danny und Colleen in die von Arbeitern verlassene Rand-Fabrik und finden ein Drogenlabor, welches sie verbrennen wollen. Dazu kommt es aber nicht, da Madame Gao mit ihrem Gefolge erscheint und Danny und Colleen sich verstecken müssen. Während Colleen auf dem Weg zurück zu Claire auf eine Schwertkämpferin trifft und diese besiegen kann, folgt Danny Gao zu einem Gebäude, das von einem Mann bewacht wird. Trotz dessen Trunkenheit erweist sich dieser im Kampf gegen Danny zunächst als überlegen, bis er jedoch Dannys Ehre in Frage stellt und dieser voller Wut beginnt, auf ihn einzuschlagen. Danny hört erst auf, als Claire und Colleen ihn zur Besinnung bringen und anschließend Gao vor ihm steht, die ihre beiden Leibwächter auf das Trio hetzt. Im Kampf gelingt es Danny, eine der Wachen mit dessen eigener vergifteten Klinge zu schlagen, wobei dieser dieselbe Reaktion zeigt, die Danny vor 15 Jahren bei den Piloten des abgestürzten Flugzeugs gesehen hat. Danny schließt daraus, dass Gao die Piloten damals vergiftet und so den Absturz verursacht hat, und nimmt sie mit.                          |           |                                                   |                                |                  |                                                    |
| 9 | 9         | Der Frosch im Brunnen wird nie das Meer verstehen | The Mistress of All Agonies    | Jet Wilkinson    | Pat Charles                                        |
| Harold wird wieder lebendig und begibt sich bei Nacht zum verlassenen Rand-Gebäude, wo allmählich die Erinnerungen seines vorherigen Lebens zurückkehren. Später trifft Ward im Penthouse auf Harold, der ihm erklärt, dass die Behandlung durch „Die Hand“ ihn quasi unsterblich gemacht hat. Zurück im Dōjō zeigen Dannys Einschüchterungsversuche bei Madame Gao keine Wirkung, weshalb Claire Wahrheitsserum vorschlägt, um sie zum Reden zu bringen. Dieses erhält Danny dank der Hilfe einer Wissenschaftlerin bei Rand und wendet es bei Gao an, die nach einigen unzureichenden Antworten aber offenbart, dem Serum widerstehen zu können. Als Colleen zusammenbricht und sich zeigt, dass sie in Anzhou an einer Wunde vergiftet wurde, bittet sie Danny, einen Freund, den sie als „Sensei“ bezeichnet, über ihr Handy herbeizurufen. Anschließend dringt eine militärisch ausgerüstete Einheit in das Dōjō ein, die Danny, Colleen und Claire jedoch abwehren können. Ward sucht unterdessen den Anführer der Triaden-Gang auf und erfährt von ihm die Geschichte eines Mannes, der ebenfalls von der „Hand“ geheilt wurde, nach jedem Tod aber verrückter wurde. Dies zeigt sich parallel auch bei Harold, der seinen persönlichen Assistenten im Penthouse aufgrund einer Lappalie erschlägt und in Wards Auto Heroin der „Hand“ platziert, sodass die Polizei dieses findet und Ward in eine Psychiatrie eingewiesen wird. Nachdem Ward sie kürzlich bis zum Gebäude mit Harolds Penthouse geführt hatte, sucht Joy dieses nun selber auf und wird von Harold, der sie über die Überwachungskameras sieht, durch das ferngesteuerte Öffnen von Türen zu ihm geleitet. Im Penthouse kommt es dann zum emotionalen Wiedersehen der beiden. Colleens Freund, Bakuto, kommt schließlich im Dōjō an und verlangt von Danny, Colleen mithilfe der Iron Fist zu heilen. Unter Bakutos Anleitung benutzt Danny die Iron Fist, um das Gift aus Colleens Wunde auszubrennen, fällt dabei aber in Ohnmacht. Bakuto und Colleen fahren daraufhin mit Danny und Gao in Autos davon und lassen Claire verdutzt zurück.            |           |                                                   |                                |                  |                                                    |
| 10 | 10        | Das Bündeln der fünf elementaren Energien         | Black Tiger Steals Heart       | Peter Hoar       | Quinton Peeples                                    |
| Danny wacht neben Colleen in einem Bett auf und stellt fest, dass er sich in einer Art Kloster befindet, in dem viele junge Schüler das Kämpfen lernen. Dessen Leiter, Bakuto, zeigt Danny ein Video der Iron Fist aus dem Jahre 1948 und erzählt, dass er seit jeher an dieser interessiert ist. Im Penthouse erklärt Harold Joy, warum er und Ward seine Existenz vor ihr geheim halten mussten, verspricht aber, zukünftig ehrlich zu ihr zu sein. Nach einem Telefongespräch, bei dem er Harold über Gaos Gefangennahme informiert, schleicht sich Danny aus Misstrauen in ein bewachtes Gebäude und entdeckt einen Bildschirm, über den er mit der eingesperrten Gao kommunizieren kann. Nachdem diese ihm subtil mitteilt, dass es sich hierbei um eine Einrichtung der „Hand“ handelt, wird Danny von Bakuto zu Colleen geführt, die er daraufhin zur Rede stellt. Zu Dannys Entsetzen bestätigt Colleen ihm Gaos Aussage, versucht allerdings, ihn zu beschwichtigen, indem sie Gao nur als eine kriminelle Fraktion der „Hand“ beschreibt und Danny unterstellt, „Die Hand“ nur aufgrund seiner Indoktrination in K’un-Lun zu verteufeln. Über Dannys Telefonat lokalisiert Bakuto Harolds Penthouse und bietet ihm bei einem Besuch an, wieder in die Öffentlichkeit zu treten. Bei Nacht findet Danny in einem anderen Gebäude die Überwachungszentrale der „Hand“ und wird dort von Bakuto konfrontiert, den er nach einem Zweikampf K.o. schlägt. Im Kampf gegen mehrere Wachen erhält Danny unerwartete Hilfe von Davos, einem Freund aus K’un-Lun, mit dem er bis zum Ausgangstor der Anlage gelangt. Als Danny es nicht schafft, die Iron Fist zu beschwören, um das Tor zu durchschlagen, müssen er und Davos gegen eine Horde Schüler kämpfen, wobei Bakuto Danny mit einem Kubotan verletzt. Colleen verhilft den beiden schließlich zur Flucht, indem sie das Tor von der Schaltzentrale aus öffnet. Harold hat in der Zwischenzeit den Vorstandsvorsitzenden von Rand erschossen und lässt es wie einen Selbstmord aussehen, sodass der Vorstand auf Joys Drängen sie, Ward und Danny wieder einstellt.      |           |                                                   |                                |                  |                                                    |
| 11 | 11        | Die Prüfung von Shou-Lao                          | Lead Horse Back to Stable      | Deborah Chow     | Ian Stokes                                         |
| Davos möchte Danny zurück nach K’un-Lun bringen, damit dieser dort seine Aufgabe als Iron Fist erfüllt, doch Danny ist fest entschlossen, „Die Hand“ in New York zu zerstören. Colleen hegt ein schlechtes Gewissen wegen Danny und wird von Bakuto beauftragt, ihm mitzuteilen, sobald sie Danny gefunden hat. Dieser lässt derweil seine Wunde von Claire versorgen und erzählt ihr, dass Colleen Teil der „Hand“ ist und Bakuto über ein Ausbildungscamp verfügt. Auf der Suche nach Danny schaut Colleen bei Claire vorbei und zeigt sich reumütig dafür, den beiden die Wahrheit verschwiegen zu haben. Auf dem Dach trifft Colleen auf Danny und versucht, ihn davon zu überzeugen, dass der Teil der „Hand“, dem sie angehört, hilflose Jugendliche aufnimmt und ihnen eine Chance bietet. Danny lässt sich davon aber nicht beirren und bestätigt ihr sein Vorhaben, „Die Hand“ zu vernichten. Im Penthouse bespricht Danny mit Harold und Joy daraufhin den Plan gegen „Die Hand“ und sie beschließen, Bakutos geheime Konten innerhalb von Rand zu schließen, um ihn vom Hauptquartier der „Hand“ wegzulocken. Colleen will unterdessen über ein im Krankenhaus arbeitendes Mitglied der „Hand“ Antibiotika für Danny beschaffen, wird von diesem aber an Bakuto verraten, da sie dessen Anweisung missachtet hat, ihn über Dannys Aufenthaltsort zu informieren. Colleen wird von mehreren Schülern in einen Keller gebracht, wo Bakuto sich enttäuscht über ihr illoyales Verhalten zeigt und sie verstößt. Während Colleen anschließend in ein Labor geführt wird und sich befreien kann, nehmen Danny und Davos den Eingangsbereich der Anlage unter Beobachtung, wobei Davos die Gelegenheit nutzt, um seinen Unmut darüber zu äußern, dass er nicht die Iron Fist ist und Danny K’un-Lun im Stich gelassen hat. Danny begründet ihm seinen plötzlichen Abgang mit der Unzufriedenheit, die er nach dem Erhalt der Iron Fist verspürte, und dem Weg nach draußen, der sich ihm geöffnet habe. Als Danny Colleen sieht und zu ihr eilt, greift diese ihn aus Verzweiflung an, kann aber von ihm beruhigt werden.    |           |                                                   |                                |                  |                                                    |
| 12 | 12        | Ich bin Danny Rand                                | Bar the Big Boss               | Andy Goddard     | Scott Reynolds                                     |
| Ward erhält in der Nervenheilanstalt Besuch von Bakuto, der ihm verspricht, Harold zu eliminieren, und ihm hilft, aus der Klinik zu entkommen. Mit Colleens Einsicht, Bakuto und „Die Hand“ falsch eingeschätzt zu haben, verträgt sich Danny wieder mit ihr, auch wenn Davos Colleen weiterhin als Feindin sieht. Nachdem Ward im Penthouse auf Joy und Harold trifft und vergeblich versucht, erstere von der Bosheit ihres Vaters zu überzeugen, zückt er eine Pistole und zwingt Joy, mit ihm mitzukommen. Am Aufzug wird Ward aber von Bakuto und dessen Gefolgschaft abgefangen, die zunächst die Wachen Harolds töten und diesen anschließend zu enthaupten drohen. Per Videoanruf zeigt Bakuto Danny, wie er Joy anschießt, und weist ihn an, herzukommen. Danny befolgt dies und lässt sich im Penthouse gefangen nehmen, kann sich im Foyer jedoch dank der Iron Fist von seinen Handschellen befreien und Bakutos Handlanger zusammen mit Colleen und Davos ausschalten. Bakuto flüchtet ins Freie, wo das Trio ihn stellt und Danny Colleen den Vortritt überlässt, um sich mit ihrem Sensei ein Schwertduell zu liefern. An dessen Ende schafft es Colleen, Bakuto ihr Schwert in den Bauch zu rammen, weigert sich aber, Davos’ Aufforderung nachzukommen, ihn zu töten. Als Davos Bakuto daraufhin selbst ein Messer in die Brust stößt, kritisiert Danny dessen Skrupellosigkeit, Menschen zu ermorden, und es kommt zum Kampf zwischen den beiden, aus dem Danny siegreich hervorgeht. Danny bewahrt sich davor, Davos mit der Iron Fist zu verletzen, und lässt ihn gehen, bevor er und Colleen feststellen müssen, dass Bakuto verschwunden ist. Während Harold und Ward Joy ins Krankenhaus bringen, kehrt Danny mit Colleen ins Dōjō zurück und informiert Harold telefonisch über das Geschehene. Am nächsten Morgen erhält Danny bei seinem Training eine Handynachricht von Ward, in der dieser ihn vor einer Falle Harolds warnt, und im nächsten Moment stürmen Einsatzkräfte der Drogenbehörde das Dōjō. Danny und Colleen setzen diese allerdings außer Gefecht und treten die Flucht an.             |           |                                                   |                                |                  |                                                    |
| 13 | 13        | Ein Kind, vom Feuer geküsst                       | Dragon Plays with Fire         | Stephen Surjik   | Scott Buck, Tamamra Becher-Wilkinson & Pat Charles |
| Während Ward ahnt, dass Harold Danny die Heroingeschäfte innerhalb von Rand angehängt hat, will Danny auf Hogarths Rat hin die unverfälschten Unterlagen von Rand finden, um seine Unschuld zu beweisen. Dafür sucht er zunächst Madame Gao im mittlerweile verlassenen Ausbildungslager der „Hand“ auf, wo diese Danny nicht nur erklärt, dass das Tablet, welches sich in Harolds Besitz befindet, alle wichtigen Daten enthält, sondern auch, dass Harold es war, der den Flugzeugabsturz damals initiiert hat, um zu verhindern, dass Dannys Vater die von Harold heimlich errichtete Heroinproduktionsstätte in Anzhou entdeckt. Die geschwächte Joy unterstellt ihrem Vater derweil, für Dannys missliche Lage verantwortlich zu sein, was dieser aber abstreitet. Ward verbündet sich mit Danny und ruft diesen aus dem Rand-Gebäude heraus an, wird dabei jedoch von Harold bewusstlos geschlagen. Danny stürmt daraufhin ins Rand-Gebäude und kann nach einem Überraschungsangriff durchs Fenster mit der Hilfe der ihm nachgefolgten Colleen alle Wachen erledigen. Als Harold seine Pistole auf Colleen richtet, verwüstet Danny mit der Iron Fist die Etage und zwingt Harold zur Flucht aufs Dach, wo dieser ihn mit einem Schuss an der Hand verletzt. Danny gelingt es, Harold seine Pistole wegzuschlagen, und als dieser ihn anschließend mit einer Eisenstange attackiert, stößt Danny ihn so zurück, dass er von einem Stahlrohr durchbohrt wird. In Dannys Rücken greift sich Harold zwar noch einmal seine Pistole, wird aber vom herbeieilenden Ward mehrmals angeschossen, sodass er vom Gebäude fällt. Durch die Bergung des Tablets kann Hogarth Dannys Unschuld beweisen und Ward lässt Harolds Leichnam für dessen endgültigen Tod einäschern. In Frankreich unterhält sich Joy schließlich mit Davos über dessen Vorhaben, Danny zu töten, wobei die beiden von Madame Gao belauscht werden. Danny reist zusammen mit Colleen nach K’un-Lun, doch nachdem er in den verschneiten Bergen auf vier tote Kämpfer der „Hand“ stößt, muss er am Tor zu K’un-Lun feststellen, dass dieses verschwunden ist. |           |                                                   |                                |                  |                                                    |
| Am 17. März 2017 wurden alle Folgen der Staffel gleichzeitig bei Netflix veröffentlicht. |           |                                                   |                                |                  |                                                    |

### Staffel 2
| Nr. (ges.)                                                                                   | Nr. (St.) | Deutscher Titel                   | Originaltitel                    | Regie              | Drehbuch            |
| -------------------------------------------------------------------------------------------- | --------- | --------------------------------- | -------------------------------- | ------------------ | ------------------- |
| 14                                                                                           | 1         | Der Zorn von Iron Fist            | The Fury of Iron Fist            | David Dobkin       | M. Raven Metzner    |
| 15                                                                                           | 2         | Stadt in Gefahr                   | The City’s Not for Burning       | Rachel Talalay     | Jon Worley          |
| 16                                                                                           | 3         | Ein tödliches Geheimnis           | This Deadly Secret               | Toa Fraser         | Tatiana Suarez-Pico |
| 17                                                                                           | 4         | Zielobjekt: Iron Fist             | Target: Iron Fist                | MJ Bassett         | Jenny Lynn          |
| 18                                                                                           | 5         | Das Herz des Drachen              | Heart of the Dragon              | Mairzee Almas      | Declan de Barra     |
| 19                                                                                           | 6         | Der Drache stirbt im Morgengrauen | The Dragon Dies at Dawn          | Philip John        | Matthew White       |
| 20                                                                                           | 7         | Sturm im Kopf                     | Morning of the Mindstorm         | Stephen Surjik     | Rebecca Dameron     |
| 21                                                                                           | 8         | Zitadelle am Rande der Vergeltung | Citadel on the Edge of Vengeance | Julian Holmes      | Melissa Glenn       |
| 22                                                                                           | 9         | Krieg ohne Ende                   | War Without End                  | Sanford Bookstaver | Daniel Shattuck     |
| 23                                                                                           | 10        | Ein eisernes Duell                | A Duel of Iron                   | Jonas Pate         | M. Raven Metzner    |
| Am 7. September 2018 wurden alle Folgen der Staffel gleichzeitig bei Netflix veröffentlicht. |           |                                   |                                  |                    |                     |